# Shutruk-Nakhunte I
Shutruk-Nakhunte I (fl. XII secolo a.C.) è stato un sovrano elamico.
Regnò dal 1170 al 1155 a.C.
Contemporaneo del re assiro Ashur-dan I (1178-1133) e dei re cassiti Zababa-shum-iddina (1158) e Enlil-nadin-akhi (1157-1155), Shutruk-Nakhunte fu il secondo re della dinastia shutrukide dopo il padre, Khallutush-In-Shushinak (Hallutush-Inshushinak).
Sul piano interno, l'operato di Shutruk-Nakhunte determinò un rafforzamento delle frontiere elamiche, a partire dalla nuova capitale, Susa.

## Biografia
Il suo intervento in Mesopotamia (verso la fine del suo regno) fu determinante per avviare la crisi della Babilonia cassita. Quest'ultima era già stata oggetto di un'incursione da parte di Ashur-dan I. Anche in risposta a questa iniziativa, Shutruk-Nakhunte ritenne di dover far sentire la propria presenza nell'alluvio e intraprese una vittoriosa spedizione: conquistò e saccheggiò le città delle zone nord e est del dominio cassita (Eshnunna, Sippar, Akkad, Dur-Kurigalzu). Lasciò il figlio Kutir-Nakhunte a regnare nella parte nord delle terre conquistate, mentre a sud rimase una residua sacca cassita (che poi sarà lo stesso Kutir-Nakhunte ad abbattere qualche anno dopo, con la conquista di Babilonia). La spedizione di Shutruk-Nakhunte fruttò agli Elamiti anche un grosso bottino in monumenti, altamente rappresentativi della tradizione babilonese più antica: tra gli oggetti che gli Elamiti portarono a Susa figurano anche il Codice di Hammurabi, l'originale stele di diorite (poi rinvenuta a Susa e oggi custodita al Louvre).
La spedizione di Shutruk-Nakhunte rappresenta uno degli apici del regno medio-elamico. L'impresa fu oggetto di un'iscrizione celebrativa, in cui vennero indicati i centri cui erano stati sottratti i monumenti più importanti. Oltre al Codice di Hammurabi, gli Elamiti sottrassero un obelisco di Manishtusu e la Stele della vittoria di Naram-Sin.
Dopo Shutruk-Nakhunte, al trono di Susa andò il figlio Kutir-Nakhunte, cui successe il fratello Shilkhak-In-Shushinak, "ampliatore dell'impero". Di lì a poco, l'intervento di Nabucodonosor I determinò un ribaltamento delle posizioni: Nabucodonosor conquistò l'Elam intorno al 1120 a.C., portando il regno a un lungo periodo oscuro (1100-700 a.C. ca.).

## Cultura di massa
Shutruk-Nakhunte è più volte citato nel film del 2002, Il club degli imperatori (The Emperor's Club), diretto da Michael Hoffman, con Kevin Kline.